# Kenneth Mackenzie (Lord Fortrose)
Kenneth Mackenzie, Lord Fortrose (1717 - 18 octobre 1761) est un homme politique britannique et (de par ses ancêtres) le chef du Clan MacKenzie, Highlands.

## Biographie

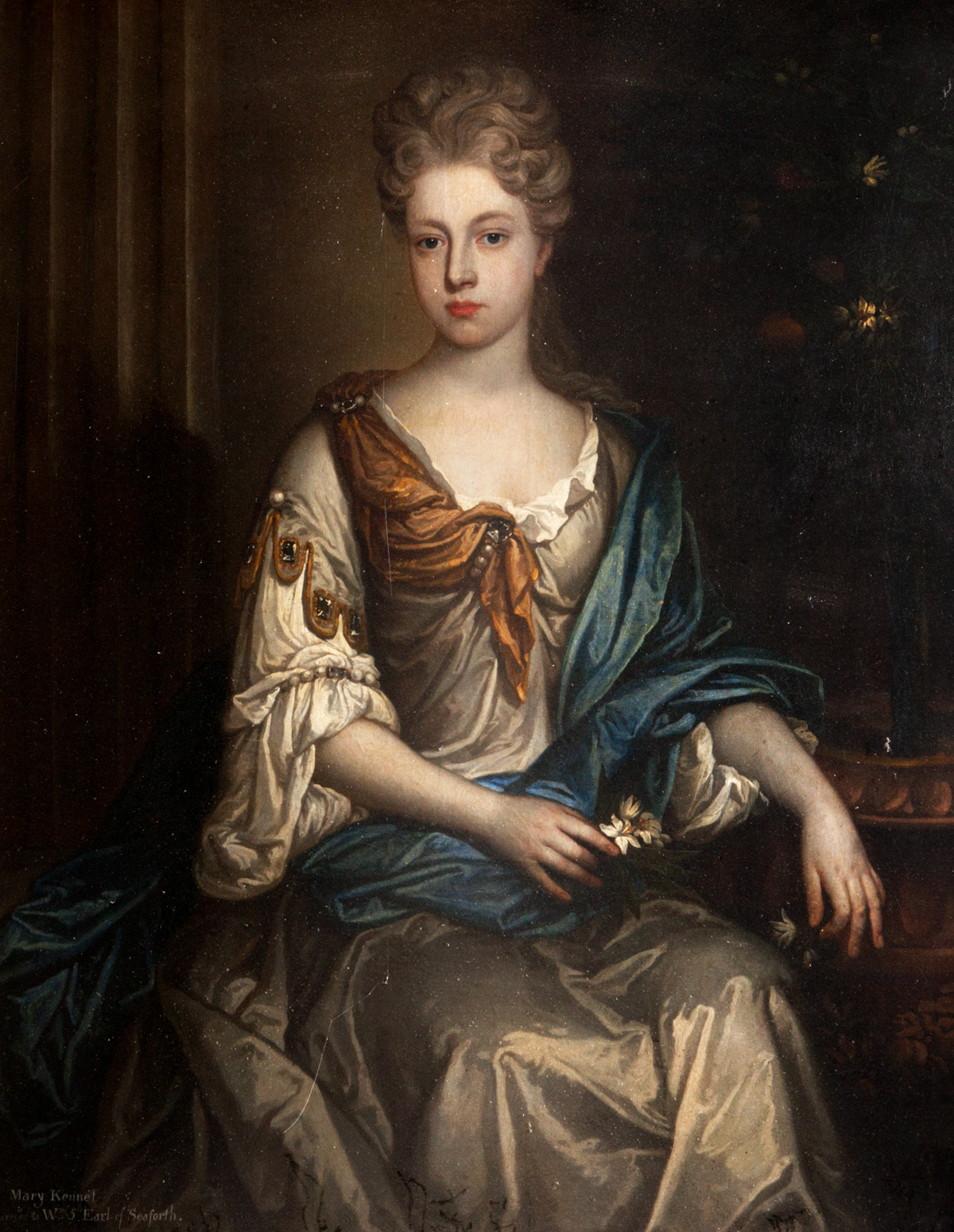
La mère de Kenneth Mackenzie, Mary (photo), est la fille unique et l'héritière de Nicholas Kennet, de Coxhow, dans le Northumberland.

Il est le fils aîné de William Mackenzie (5e comte de Seaforth) (décédé en 1740) et de son épouse Mary, fille unique et héritière de Nicholas Kennet de Coxhow, Northumberland. Son père prend part au soulèvement jacobite de 1715. Ses biens sont confisqués et il est déchu de son titre en vertu de l'acte d'attainder de 1716.
Il appuie le gouvernement lors du soulèvement jacobite de 1745. Il représente les circonscriptions d'Inverness Burghs entre 1741 et 1747 et de Ross-shire entre 1747 et 1761 .
Il meurt à Londres le 18 octobre 1761 et est enterré à l'Abbaye de Westminster.

## Famille
Il épouse le 11 septembre 1741, Mary, fille aînée d'Alexander Stewart (6e comte de Galloway). Elle est décédée le 10 avril 1751. Ils ont eu : 
- Kenneth Mackenzie (1er comte de Seaforth), qui épouse Caroline Stanhope et en secondes noces, Harriet Lamb; il a un enfant de son premier mariage
- Margaret Mackenzie, qui se marie (le 4 juin 1785) avec William Webb
- Mary Mackenzie (décédée le 29 janvier 1826), qui épouse Henry Howard et a un enfant [1]
- Agnes Mackenzie, qui épouse J. Douglas
- Catherine Mackenzie, qui se marie (le 1er mars 1773) avec Thomas Griffin Tarpley
- Frances Mackenzie, qui épouse Joseph Wall (pendu plus tard pour avoir flagellé des soldats), et n'a pas d'enfants connus
- Euphemia Mackenzie (décédée le 14 février 1817), qui épouse William Stewart de Castle Stewart et a des enfants